# Starověký Orient

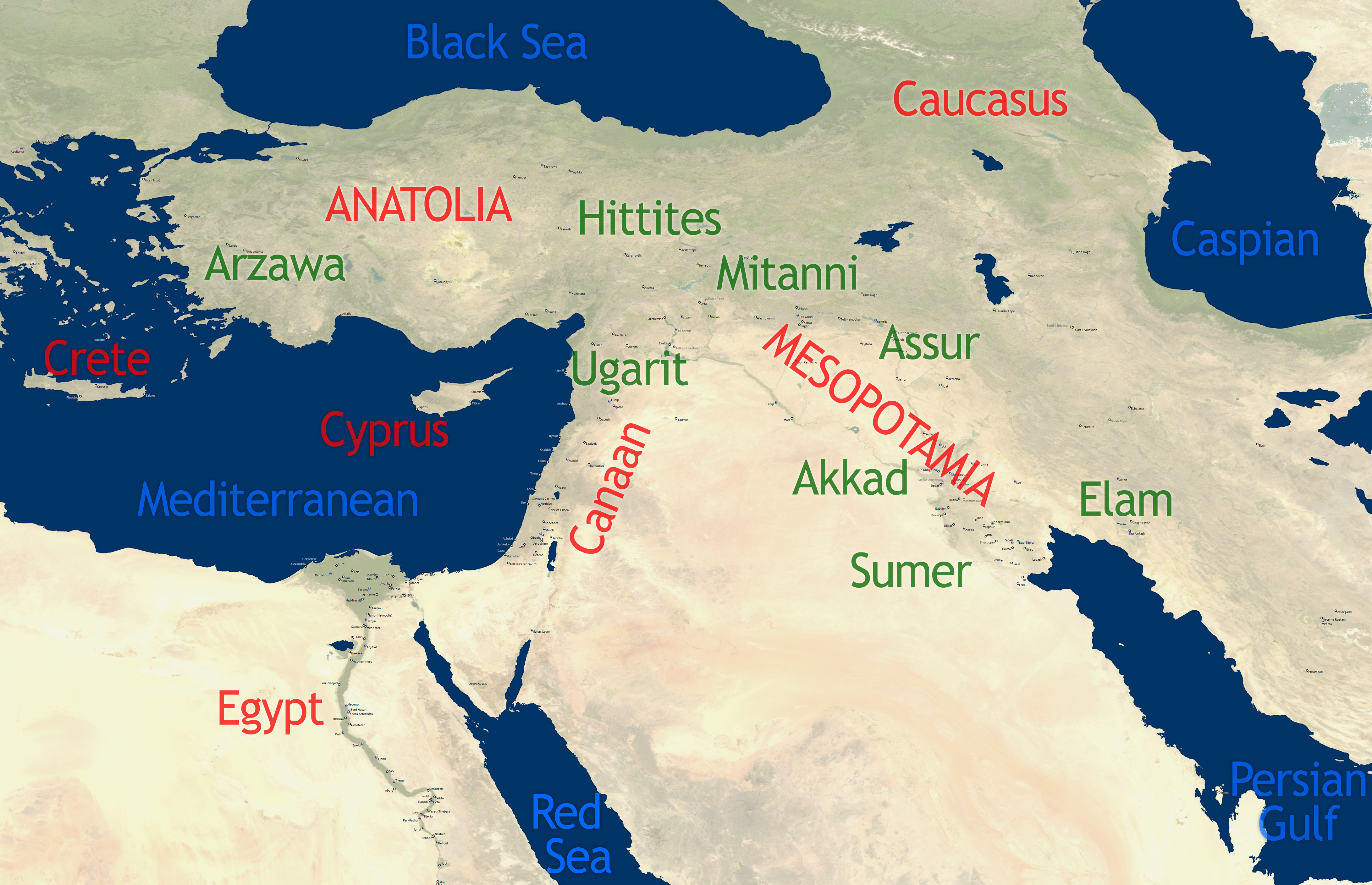
Mapa s oblastmi a civilizacemi starověkého orientu

Pojem Starověký Orient nebo také Starověký Přední východ označuje starověké civilizace Přední Asie (Sýrie, Palestina, Fénicie, Malá Asie), Mezopotámie a Íránské vysočiny (někdy je mezi ně řazen rovněž starověký Egypt a Arábie) v období od konce pravěku ve 4. tisíciletí př. n. l. do vpádu Arabů v první polovině 7. století. Dějiny starověkého Orientu jsou součástí historie starověku.

## Prehistorie
První zemědělci se v oblasti Předního východu, klimaticky příznivého území mezi Středozemním mořem, Perským zálivem a pouštěmi Arábie, usadili někdy v 8. a 9. tisíciletí př. n. l. Kolem roku 7700 př. n. l. se začaly utvářet první usedlé agrární společnosti. Vznikla zde nejstarší známá města světa jako například Jericho (8000 př. n. l.) a Çatal Hüyük (7000 př. n. l.).

## Dějiny Přední Asie (4000–550 př. n. l.)

### Sumerové

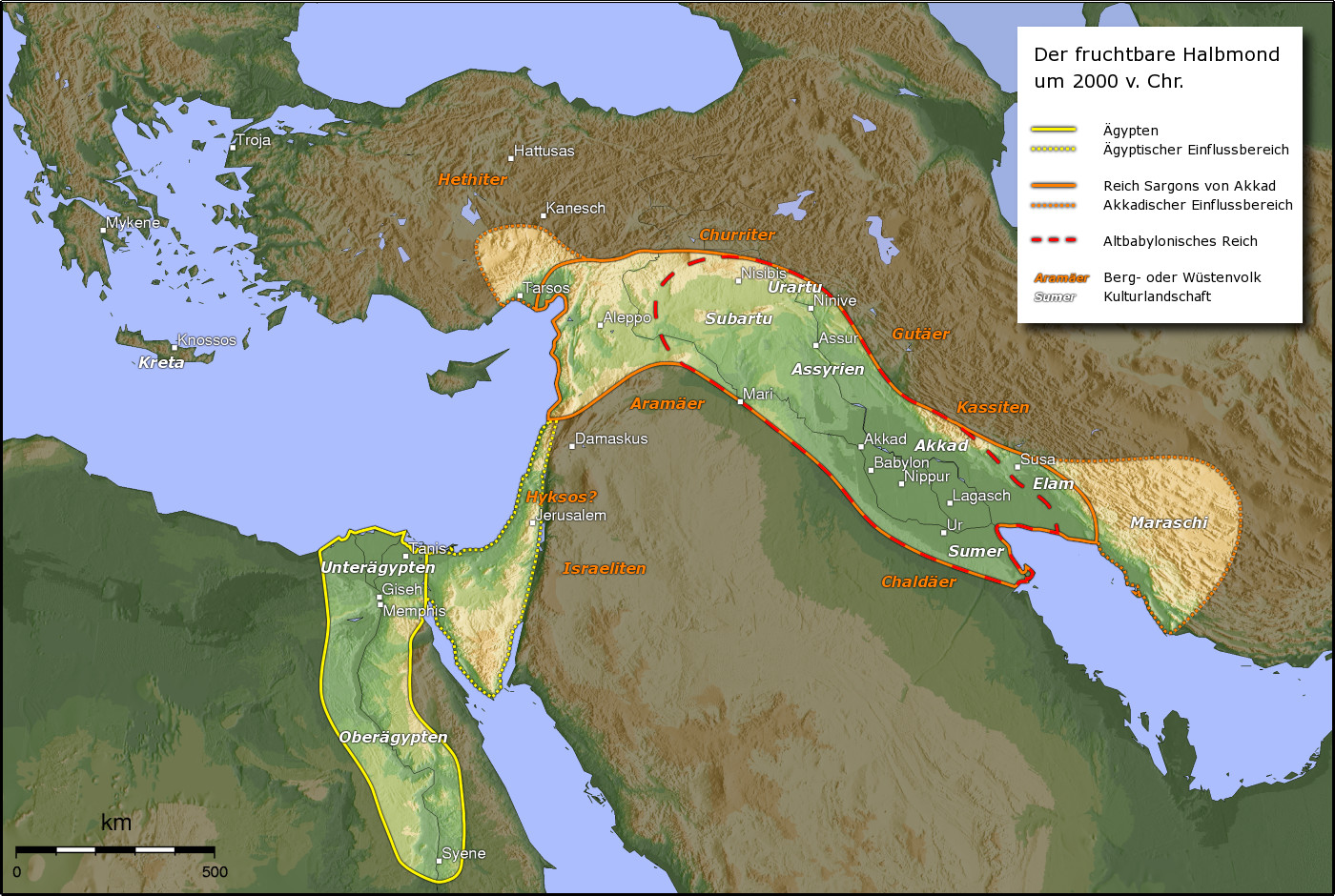
Střední východ kolem roku 2000 př. n. l.

Původ Sumerů je nejasný. Jazykovědci se domnívají, že sumerština je příbuzným jazykem mongolštiny, turečtiny nebo maďarštiny a shodují se v tom, že Sumerové museli do oblasti Mezopotámie přijít z východu. Sumerové zúrodňovali svoji zem promyšleným systémem zavlažovacích kanálů, jejichž výstavba a organizace byla řízena kněžími. Kněží představovali vládnoucí vrstvu sumerské společnosti, zároveň spravovali i chrám, který byl hospodářským centrem obce. Podle toho je tento způsob uspořádání společnosti nazýván chrámovým hospodářstvím.
Koncem 4. tisíciletí př. n. l. vznikla první velká města, která ke svému rozvoji vyžadovala ještě efektivnější zavlažování. Města stále více bohatla a rozvojem řemesel a obchodu získávala na významu. Tato prvotní sídla si zachovávala svoji nezávislost, neboť v této době ještě nedošlo ke vzniku velkých říší. Vzrůstající požadavky na organizaci chrámového hospodářství podnítily prudký rozvoj písma. Kolem roku 2700 př. n. l. bylo dovedeno k dokonalosti klínové písmo. Písmo sloužilo nejprve pouze k zápisům do účetních knih. Dalšími objevy majícími rozhodující význam pro rozkvět Sumeru byly vynálezy kola a hrnčířského kruhu. Nejvýznamnějším městem této doby byl Uruk, město mytického krále Gilgameše. Epos o tomto bájném hrdinovi je pokládán za první literární dokument v dějinách lidstva.
Po roce 3000 př. n. l. začali nomádi ze severu podnikat nájezdy na jih do Mezopotámie. Sumerské královské listy, které informují rovněž o biblické potopě světa, dokládají tyto vpády hojným výskytem semitských jmen. Historikové označují tuto dobu za tzv. archaické období, které skončilo teprve ve 23. století př. n. l. V této epoše došlo k oddělení světské a duchovní moci. Tehdejší králové Sumeru si nechali stavět honosné paláce a obrovské hrobky, do nichž se nechávali pohřbívat i se svou družinou. Mnoho těchto hrobů se vyskytovalo poblíž města Ur.

### Akkad

Rozsah Akkadské říše

Vzestupem akkadského krále Sargona skončila archaická doba. Sargon I. sjednotil mezopotámské městské státy, čímž vytvořil první říši v Přední Asii. Pod jeho vládou se nenacházelo jen území Mezopotámie, k jeho říši také patřily části Sýrie, Íránu a Malé Asie. Centrem tohoto státu a Sargonovou rezidencí bylo město Akkad. Akkadština zcela vytlačila dosud dominující sumerštinu.
Sargonovy výboje přispěly ke zvýšení vzájemných kontaktů mezi podrobenými národy a kmeny. Přístup k Perskému zálivu nechal vzniknout kvetoucímu obchodu se vzdálenými zeměmi jako Indie či Arábie. Kulturní život v Sargonově říši byl pod značným vlivem Egypťanů. To dokazuje jak tehdejší mezopotámský způsob malby obrazů, tak znázorňování panovníka jako boha resp. božího zástupce.
Akkadská vláda však neměla dlouhého trvání. Četná povstání a vpády horských kmenů (Gutejci) ze severu ukončily již krátce po Sargonově smrti epochu akkadské nadvlády (akkadská říše trvala zhruba od roku 2235 př. n. l. až do roku 2094 př. n. l.). Tato první velká civilizace zůstala ale v myslích lidí nadále živá. Ještě Asyřané vzpomínali na Sargona I. a na akkadskou říši.
Po zhruba sto letech byli Gutejci vytlačeni a sumerské městské státy tak mohly obnovit svoji někdejší moc. Město Ur se opět stalo kulturním centrem Mezopotámie. Nejslavnější tzv. třetí urská dynastie vládla v letech 2047–1939 př. n. l. Tato doba se vyznačovala pevnou státní správou a především kodifikací právního řádu (zákoník Urnammu). Tím skončilo sumerské období v dějinách Mezopotámie. Moc měst vzala za své v důsledku vpádu dalšího nomádského kmene – Amorejců.

### Babylon za krále Chammurapiho a jeho nástupců
Kdy bylo založeno město Babylon zůstává dosud neznámé. Teprve za krále Chammurapiho (* 1728 př. n. l., † 1686 př. n. l.) se tomuto městu podařilo dostat do centra dění. Brzy se stalo dokonce tak významným, že později Řekové nazývali celou Mezopotámii Babylonií. Chammurapi je dodnes známý díky tomu, že nechal zhotovit jednu z nejstarších sbírek zákonů (Chammurapiho zákoník). Ve 280 paragrafech tohoto zákoníku bylo upraveno občanské, trestní a správní právo. Zákoník rovněž popisoval vybrané konkrétní případy, jejichž souzení se vyznačovalo značnou tvrdostí. Historikové si ale nejsou zcela jistí, zda tato sbírka zákonů byla skutečně používána v praxi, nebo zda se jednalo pouze o teoretické dílo. Chammurapiho říše se rozpadla již v dalším století po vpádu Kassitů později nahrazenými Elamity. V Malé Asii na západě zatím nastal vzestup Chetitů.

### Chetité a Féničané

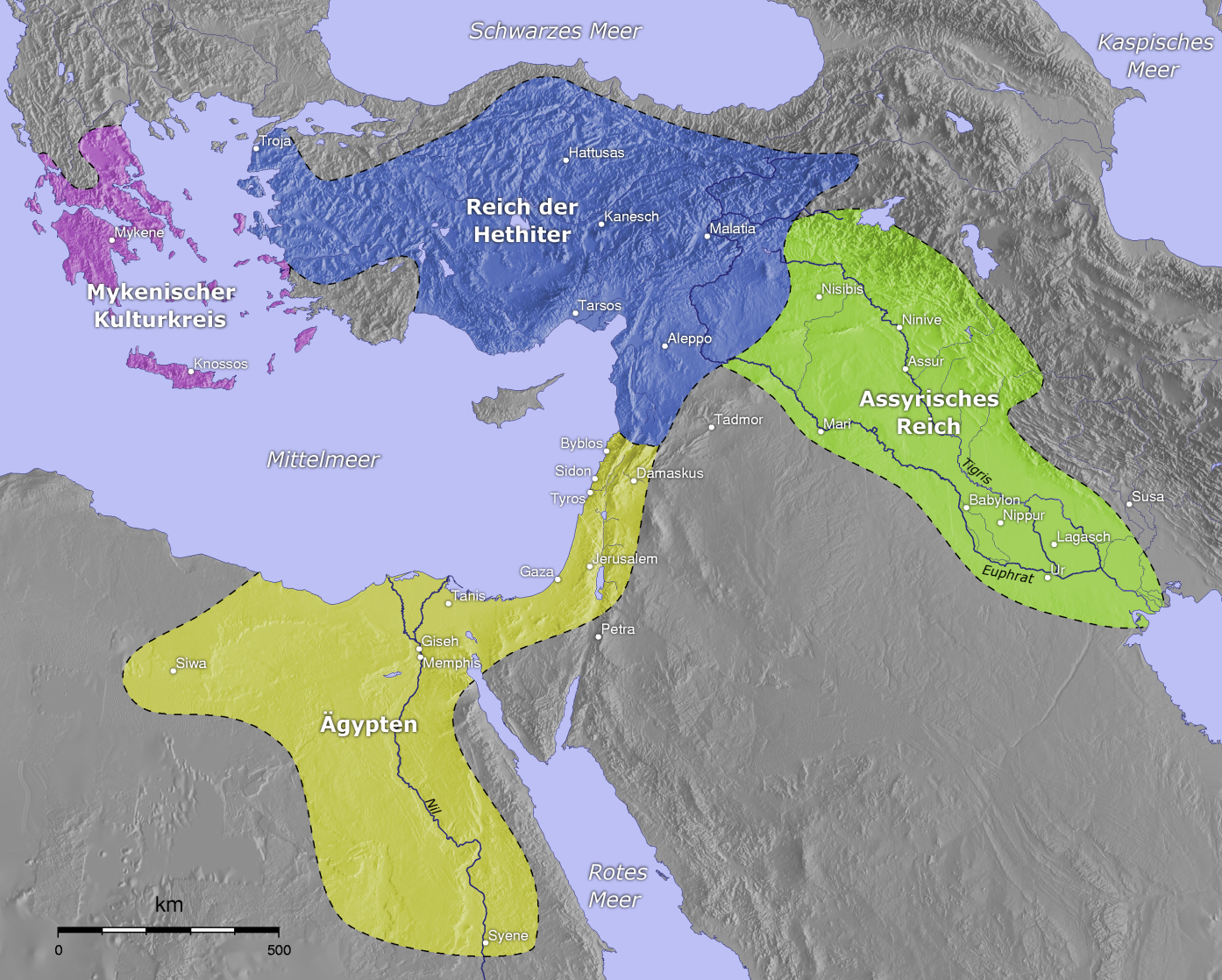
Starověký Orient kolem roku 1400 př. n. l.

Chetité, národ indoevropského původu, dorazili někdy na přelomu 2. a 3. tisíciletí př. n. l. do Malé Asie (přesněji do Anatolie) , kde si podrobili původní obyvatelstvo, a částečně se s ním asimilovali. I přes neustálé útoky sousedních nomádských kmenů vytvořili někdy kolem poloviny 2. tisíciletí mocnou říši, ke které kromě značné části vlastní Anatolie náležela i severní polovina Sýrie a horní Mezopotámie. V roce 1531 př. n. l. Chetité dobyli a vydrancovali Babylon. V roce 1274 př. n. l. zvítězili Chetité (podle moderních výzkumů) v bitvě u Kadeše nad Egyptem, jemuž tehdy vládl faraón Ramesse II. Následná smlouva mezi Ramessem a chetitským králem Chattušilišem III. je nejstarší známou mírovou smlouvou na světě. Chetitská říše se v důsledku vpádu mořských národů a vnitřních rozbrojů koncem 13. století př. n. l. rozpadla na několik samostatných městských států.
Zhruba v 15. století př. n. l. došlo ve Fénicii na pobřeží Středozemního moře ke vzniku prvních městských států, z nichž nejvýznamnější byly Sidón, Týr a Byblos. Tato města později založila četné obchodní kolonie podél celého Středozemního moře. Nejznámější z těchto osad bylo Kartágo založené na přelomu 8. a 9. století př. n. l. v dnešním Tunisku.

### Asýrie
Mocenské vakuum v Mezopotámie bylo ve 14. století př. n. l. vyplněno novu mocností – Asyřany. Jejich centrum, město Aššúr, leželo na horním toku řeky Tigris. Historikové se domnívají, že město stálo na počátku svých dějin pod nadvládou Akkadu. Lze se také domnívat, že předkové Asyřanů byli původně nomády, kteří se usídlili v Mezopotámii po jednom z mnoha vpádů severních horských kmenů. V čele státu stál král, který byl považován za zástupce boha Aššúra. Vedle krále měli v asyrské společnosti významné postavení i obchodníci, neboť Aššúr, jenž byl významnou obchodní křižovatkou, obchodoval s Íránem, Babylonem a Anatolií. V 18. století př. n. l. založil král Šamši-Adad I. asyrskou říši v severní Mezopotámii. V první polovině 17. století př. n. l. se však tato říše vlivem cizích útoků rozpadla.
V době panování Aššur-uballita I. (1353–1318 př. n. l.) získali Asyřané svůj někdejší vliv zpět. Územní expanze státu prohloubila hospodářský rozkvět Asýrie. Král Tukulti-Ninurta I. se prohlásil vládcem čtyř světových stran, čímž dal jasně najevo své mocenské nároky. Po jeho smrti však opět následoval úpadek asyrské říše. Poslední rozmach zažila říše za krále Aššur-dána II. (935–912 př. n. l.), který zvítězil nad Aramejci a dobyl četná aramejská království. Další králové rozšířili asyrskou vládu až do Sýrie. Po několika porážkách a vnitřních svárech dokázal Tiglatpilesar III. v 8. století př. n. l. dobýt Babylon, Fénicii, Palestinu a Izrael. V roce 721 př. n. l. převzal vládu nad říši Sargon II. Za vlády Sargona II. a jeho nástupců dosáhla asyrská veleříše svého největšího územního rozsahu, avšak v této době se také objevily první příznaky pozdějšího definitivního úpadku státu.
O padesát let později dobyl král Asarhaddon Egypt. Posledním významným asyrským panovníkem byl v letech 669 až 627 př. n. l. Aššurbanipal. Jeho nalezená knihovna poskytla historikům cenné prameny o dějinách Mezopotámie. V následujících letech byl již patrný nezadržitelný sestup asyrské moci. Babyloňané a Médové se spojili proti Asyřanům, kteří byli ještě v roce 630 př. n. l. nezpochybnitelnými pány Orientu. Asyrská vojska byla ale poražena a v roce 609 př. n. l. byl Aššúr dobyt a zničen.

### Chaldejská vláda v Babyloně

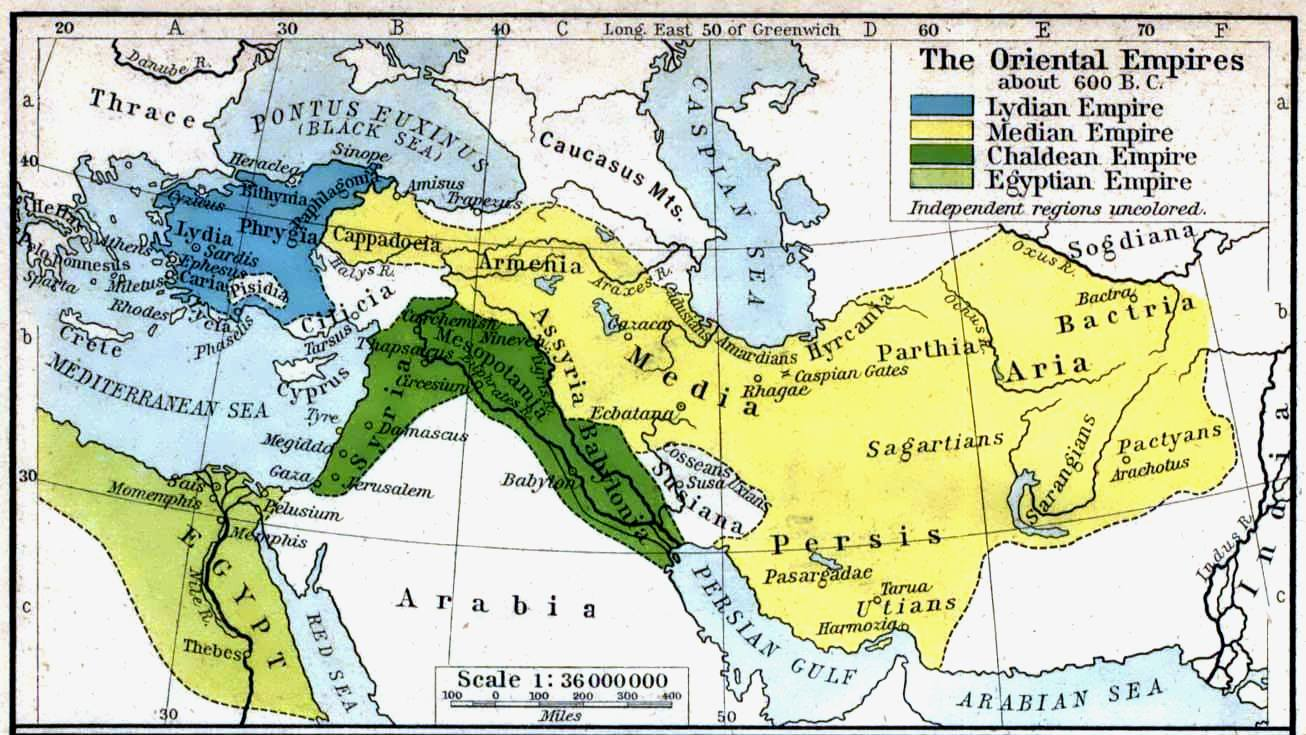
Starověký Orient na počátku 6. století př. n. l.

V Babyloně se zmocnili vlády Chaldejci vedení svým králem Nabopolasarem. Ten se spojil s Médy proti Asyřanům. Po porážce asyrských vojsk v roce 609 př. n. l. byla asyrská hlavní města Aššúr a Ninive úplně zničena a asyrská moc definitivně zlomena. Když v roce 605 př. n. l. Nabopolasar zemřel, stal se jeho nástupcem jeho syn Nebukadnesar II. (605–562 př. n. l.). Nebukadnesar II. se ještě více než jeho otec ukázal jako mimořádně schopný státník, vojevůdce, diplomat a stavitel (je mu připisováno vybudování Visutých zahrad a Ištařiny brány). Nebukadnesar II. vedl četné války v Sýrii a proti Židům. Jejich opakovaná povstání utopil Nebukadnesar II. v krvi, následně nechal zbourat Šalomounův chrám a Židy odvedl do Babylonu („babylonské zajetí“).
Po pádu Asýrie se Médové stali vládci celého území dnešního Íránu. V polovině 6. století př. n. l. se ale médský král Astyagés dostal do rozepří s vlastní šlechtou, čehož využil jeho vazal, král Persidy, Kýros II.

## Perská říše za Achaimenovců (550–330 př. n. l.)
Kýros II. z dynastie Achaimenovců se stal zakladatelem perské říše. Původně byl vládcem malého území, které se nacházelo pod médskou nadvládou. Kolem roku 550 př. n. l. se mu ale podařilo zbavit se médského panství. V dalších letech dobyl Kýros celou médskou říši a vytvořil tak základ budoucí perské říše. Pak zvítězil nad lýdským králem Kroisem, čímž získal vládu nad celou Malou Asií. V roce 539 př. n. l. dobyl také Babylon a ukončil tím vládu Chaldejců. Kýrův syn Kambýsés II. si podmanil v roce 525 př. n. l. Egypt a jeho nástupce Dareios I. završil výstavbu říše, když posunul její hranice až k řece Indu a do Thrákie. Dareios rovněž provedl správní reformu vytvořením satrapií a posílil hospodářství.
Po povstání maloasijských Řeků (tzv. iónské povstání mezi léty 500 až 494 př. n. l.) podnikli Peršané trestnou výpravu proti Řecku. V roce 490 př. n. l. ale utrpěli drtivou porážku od Athéňanů v bitvě u Marathónu. Tím začaly řecko-perské války mezi řeckými městskými státy na jedné straně a mocnou perskou říší na straně druhé. V roce 480 př. n. l. provedl perský král Xerxés I. s ohromnou armádou další pokus o dobytí Řecka. Peršané sice nejprve dosáhli vítězství v bitvě u Thermopyl a vypálili Athény, avšak brzy na to podlehli Řekům v námořní bitvě u Salamíny. V následujícím roce pak utrpěli definitivní porážku od spojeného řeckého vojska v bitvě u Platají. Boje poté pokračovaly s menší intenzitou až do roku 449 př. n. l., kdy byl uzavřen tzv. Kalliův mír, jenž potvrdil stávající status quo. Peršané v něm uznali nezávislost řeckých maloasijských obcí, za což se Řekové zavázali vzdát se jakýchkoliv válečných akcí proti Persii.
Perská říše se už dále nepokoušela územně expandovat. Královská moc postupem doby zeslábla a říše se pozvolna propadala do stále větší nestability. Satrapové přestali respektovat moc achaimenovských králů a některé oblasti, jako například Egypt, získaly opět svobodu. Posledním významným velkokrálem achaimenovské říše byl Artaxerxés III., který ještě jednou obnovil někdejší perskou moc. Po jeho zavraždění v roce 336 př. n. l. se perská říše stala kořistí dobyvatelského tažení Alexandra Velikého. Poslední achaimenovský král, Dareios III., byl připraven o život svým poddaným v roce 330 př. n. l.

## Od Alexandra Velikého až do vzestupu Islámu

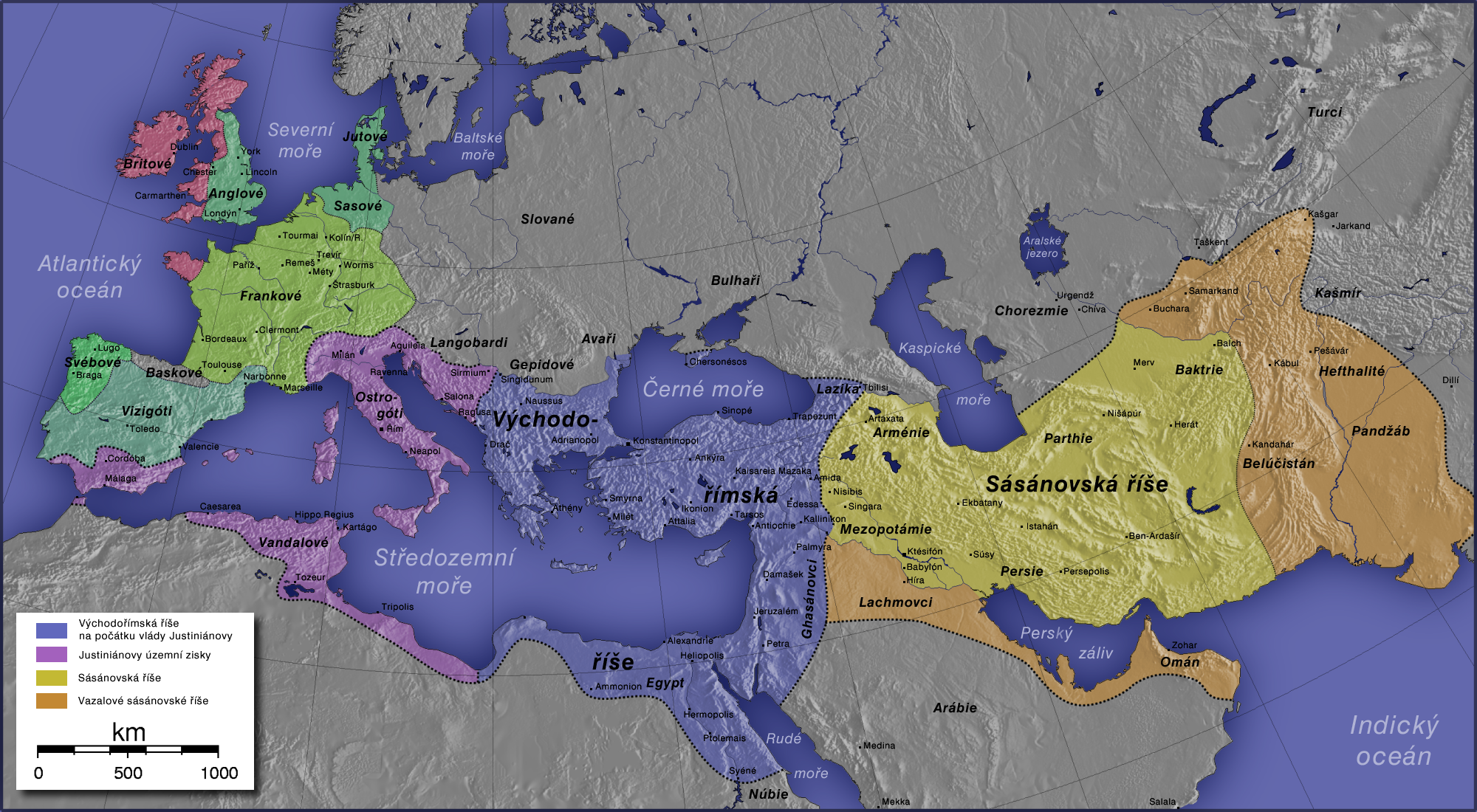
Sásánovská říše a Středomoří kolem roku 560

Alexandr Veliký dobyl v roce 334 př. n. l. Malou Asii a do roku 323 př. n. l. si podmanil celé území dřívější perské říše, včetně Egypta. Po Alexandrově smrti převzal vládu nad většinou jeho říše jeden z jeho velitelů, Seleukos I. a založil seleukovskou říši, jež zahrnovala velkou část Přední Asie, Mezopotámii a Írán. Na severovýchodě Íránu se však kolem roku 240 př. n. l. zrodila nová agresivní síla, jíž seleukovská říše během jednoho století padla za oběť: Parthové. Za vlády krále Mithradata I. (171–138 př. n. l.) dobyli Mezopotámii a vyvrátili řecko-baktrijské království. Na západě byli Seleukovci vystaveni tlaku Římanů. Poté, co jim Antiochos III. na počátku 2. století př. n. l. podlehl, zbavili Římané Seleukovce jejich anatolských provincií. Po roce 130 př. n. l. existovali v Přední Asii již jen dvě mocnosti: Římané a Parthové. V roce 64 př. n. l. se Římané zmocnili Sýrie, čímž definitivně zanikla kdysi mocná seleukovská říše. Sýrie se stala druhou nejbohatší římskou provincií po Egyptu, který se stal součástí římské říše v roce 30 př. n. l. po sebevraždě poslední egyptské královny Kleopatry VII.
Římsko-parthské konflikty se vyvíjely proměnlivě. Nejprve Parthové zvítězili v bitvě u Karrh nad vojskem římského vojevůdce Crassa v roce 53 př. n. l. Později se ale Římanům podařilo několikrát úspěšně proniknout do parthské říše a dobýt její hlavní město Ktésifón. Mezopotámie se ale pro Římany ukázala být příliš vzdálenou zemí, takže se zde jejich vláda nikdy nestala trvalou. Například císař Hadrianus se vzdal územních zisků, kterých na Parthech dobyl jeho předchůdce Traianus. V roce 224 byl po úspěšné vzpouře Ardašíra I., místního vládce v Persidě, poražen a zabit poslední parthský král Artabanos IV. Ardašír I. se stal zakladatelem nové perské vládnoucí dynastie Sásánovců.
Sásánovci se na rozdíl od Parthů ukázali v bojích s Římany jako houževnatější a nebezpečnější protivník. Peršané ve 3. století přešli do útoku, zatímco Římané se museli stále více bránit. Sásánovský král Šápúr I. dokonce v roce 260 zajal v Edesse římského císaře Valeriana. V roce 363 zase jiný římský císař Julianus Apostata v Persii nalezl smrt, když se pokoušel definitivně zlomit sásánovskou hrozbu na východě. Po rozdělení římské říše v roce 395 se provincie Sýrie stala součástí byzantské říše. Sásánovci se snažili využít oslabení Římanů a obnovit perskou říši v územním rozsahu z dob Dareia I. Přední Asie zůstala po celé 6. století místem dlouhých a vyčerpávajících římsko-perských válek, ve kterých obvykle ani jedna ze stran nedokázala získat jednoznačnou převahu. Oproti k helénismu inklinujícím Parthům setrvávali Sásánovci na staroorientálních tradicích. Za Husrava I. v letech 531 až 579 dosáhla sásánovská říše svého vrcholu. Husravovi se podařilo úspěšně napadat východořímskou říši a rovněž dokázal zabezpečit hranice říše na východě proti stepním kmenům, když vyvrátil říši Heftalitů. Také z kulturního hlediska Persie zažívala v této době jednoznačný rozkvět. Avšak již za Husravových nástupců začal postupný úpadek. Jeho vnuk Husrav II. byl v roce 591 vyhnán z Persie a teprve s římskou pomocí získal trůn zpět. Po smrti císaře Maurikia napadl Husrav II. východořímskou říši a zahájil tak poslední římskou-perskou válku. Do roku 619 ovládl Sýrii a Egypt, avšak císař Herakleios podnikl úspěšnou protiofenzívu a po římském vítězství v bitvě u Ninive byli Sásánovci poraženi. Husrav II. byl sesazen a brzy poté popraven, zatímco Byzantinci znovu ovládli svá ztracená území. Dlouhá válka a následná krvavá občanská válka sásánovskou říši značně vyčerpala.
Zánik starověkého Orientu je spojen se vznikem islámu roku 622 a jeho následnou expanzí. Muslimští Arabové dobyli během krátké doby Sýrii, Palestinu a Mezopotámii a nakonec vyvrátili i samotnou sásánovskou říši. Poslední sásánovský král Jazdkart III. byl usmrcen v Mervu na severovýchodě Íránu v roce 651. Tím zanikl poslední staroorientální státní útvar.